# Casas de Miravete (kommunhuvudort)
Casas de Miravete är en kommunhuvudort i Spanien.   Den ligger i provinsen Provincia de Cáceres och regionen Extremadura, i den centrala delen av landet, 190 km väster om huvudstaden Madrid. Casas de Miravete ligger 449 meter över havet och antalet invånare är 196.
Terrängen runt Casas de Miravete är varierad, och sluttar norrut. Runt Casas de Miravete är det mycket glesbefolkat, med 5 invånare per kvadratkilometer. Närmaste större samhälle är Jaraicejo, 9,0 km sydväst om Casas de Miravete. Omgivningarna runt Casas de Miravete är huvudsakligen savann.